# Liste des monarques de Corée
 (juin 2021).
 (juin 2021).
Si vous disposez d'ouvrages ou d'articles de référence ou si vous connaissez des sites web de qualité traitant du thème abordé ici, merci de compléter l'article en donnant les références utiles à sa vérifiabilité et en les liant à la section « Notes et références ».
Cette liste présente les monarques de la Corée de 877 jusqu’à 1926.

## Goryeo
Au Xe siècle, le royaume de Silla décline et laisse place au royaume de Goryeo en 918. Cette dynastie prend fin en 1392.
| #  | Portrait | Date de naissance / mort | Nom de naissance | Nom de naissance            | Nom de règne            | Nom de règne    | Période de règne |
| #  | Portrait | Date de naissance / mort | Romanisé         | Hangeul / Hanja             | Romanisé                | Hangeul / Hanja | Période de règne |
| -- | -------- | ------------------------ | ---------------- | --------------------------- | ----------------------- | --------------- | ---------------- |
| 1  |          | 877 - 943                | Wang Geon        | 왕건 / 王建                 | Taejo                   | 태조 / 太祖     | 918 - 943        |
| 2  |          | 912 - 945                | Wang Mu          | 왕무 / 王武                 | Hyejong                 | 혜종 / 恵宗     | 943 - 945        |
| 3  |          | 923 - 949                | Wang Yo          | 왕요 / 王堯                 | Jeongjong               | 정종 / 定宗     | 945 - 949        |
| 4  |          | 925 - 975                | Wang So          | 왕소 / 王昭                 | Gwangjong               | 광종 / 光宗     | 949 - 975        |
| 5  |          | 955 - 981                | Wang Ju          | 왕주 / 王伷                 | Gyeongjon               | 경종 / 景宗     | 975 - 981        |
| 6  |          | 961 - 997                | Wang Chi         | 왕치 / 王治                 | Seongjong               | 성종 / 成宗     | 981 - 997        |
| 7  |          | 980 - 1009               | Wang Song        | 왕송 / 王訟                 | Mokjong                 | 목종 / 穆宗     | 997 - 1009       |
| 8  |          | 992 - 1031               | Wang Sun         | 왕순 / 王詢                 | Hyeonjong               | 현종 / 顯宗     | 1009 - 1031      |
| 9  |          | 1016 - 1034              | Wang Heum        | 왕흠 / 王欽                 | Deokjong                | 덕종 / 德宗     | 1031 - 1034      |
| 10 |          | 1018 - 1046              | Wang Hyeong      | 왕형 / 王亨                 | Jeongjong II            | 정종 / 靖宗     | 1034 - 1046      |
| 11 |          | 1019 - 1083              | Wang Hwi         | 왕휘 / 王徽                 | Munjong                 | 문종 / 文宗     | 1046 - 1083      |
| 12 |          | 1047 - 1083              | Wang Hyu         | 왕휴 / 王烋                 | Sunjong                 | 순종 / 順宗     | 1083 - 1083      |
| 13 |          | 1049 - 1094              | Wang Jeung/Gi    | 왕증 ou 왕기 / 王蒸 ou 王祈 | Seonjong                | 선종 / 宣宗     | 1083 - 1094      |
| 14 |          | 1084 - 1097              | Wang Uk          | 왕욱 / 王昱                 | Heonjong                | 헌종 / 獻宗     | 1094 - 1095      |
| 15 |          | 1054 - 1105              | Wang Hui         | 왕희 / 王熙,                | Sukjong                 | 숙종 / 肅宗     | 1095 - 1105      |
| 16 |          | 1079 - 1122              | Wang U           | 왕우 / 王俁                 | Yejong                  | 예종 / 睿宗     | 1105 - 1122      |
| 17 |          | 1109 - 1146              | Wang Gu          | 왕구 / 王構                 | Injong                  | 인종 / 仁宗     | 1122 - 1146      |
| 18 |          | 1127 - 1173              | Wang Cheol       | 왕철 / 王徹                 | Uijong                  | 의종 / 毅宗     | 1146 - 1170      |
| 19 |          | 1131 - 1202              | Wang Heun        | 왕흔 / 王昕                 | Myeongjong              | 명종 / 明宗     | 1170 - 1197      |
| 20 |          | 1144 - 1204              | Wang Min         | 왕민 / 王旼                 | Sinjong                 | 신종 / 神宗     | 1197 - 1204      |
| 21 |          | 1181 - 1237              | Wang Yeon        | 왕연 / 王淵                 | Huijong                 | 희종 / 熙宗     | 1204 - 1211      |
| 22 |          | 1152 - 1213              | Wang Suk         | 왕숙 / 王璹                 | Gangjong                | 강종 / 康宗     | 1211 - 1213      |
| 23 |          | 1192 - 1259              | Wang Jil         | 왕질 / 王晊                 | Gojong                  | 고종 / 高宗     | 1213 - 1259      |
| 24 |          | 1219 - 1274              | Wang Jeon        | 왕전 / 王倎                 | Wonjong                 | 원종 / 元宗     | 1259 - 1274      |
| 25 |          | 1236 - 1308              | Wang Geo         | 왕거 / 王昛                 | Chungnyeol (1er règne)  | 충렬왕 / 忠烈王 | 1274 - 1298      |
| 26 |          | 1275 - 1325              | Wang Won         | 왕원 / 王謜                 | Chungseon (1er règne)   | 충선왕 / 忠宣王 | 1298 - 1298      |
| 25 |          | 1236 - 1308              | Wang Geo         | 왕거 / 王昛                 | Chungnyeol (2ème règne) | 충렬왕 / 忠烈王 | 1299 - 1308      |
| 26 |          | 1275 - 1325              | Wang Won         | 왕원 / 王謜                 | Chungseon (2ème règne)  | 충선왕 / 忠宣王 | 1308 - 1313      |
| 27 |          | 1294 - 1339              | Wang Do          | 왕도 / 王燾                 | Chungsuk (1er règne)    | 충숙왕 / 忠肅王 | 1313 - 1330      |
| 28 |          | 1315 - 1344              | Wang Chŏng       | 왕정 / 王禎                 | Chunghye (1er règne)    | 충혜왕 / 忠惠王 | 1330 - 1332      |
| 27 |          | 1294 - 1339              | Wang Do          | 왕도 / 王燾                 | Chungsuk (2ème règne)   | 충숙왕 / 忠肅王 | 1332 - 1339      |
| 28 |          | 1315 - 1344              | Wang Chŏng       | 왕정 / 王禎                 | Chunghye (2ème règne)   | 충혜왕 / 忠惠王 | 1340 - 1344      |
| 29 |          | 1337 - 1348              | Wang Hŭn         | 왕흔 / 王昕                 | Chungmok                | 충목왕 / 忠穆王 | 1344 - 1348      |
| 30 |          | 1338 - 1351              | Wang Jeo         | 왕저 / 王㫝                 | Chungjeong              | 충정왕 / 忠定王 | 1348 - 1351      |
| 31 |          | 1330 - 1374              | Wang Gi          | 왕기 / 王祺                 | Kongmin                 | 공민 / 恭愍     | 1351 - 1374      |
| 32 |          | 1365 - 1389              | Wang U           |                             | U                       | 우 / 禑         | 1374 - 1388      |
| 33 |          | 1381 - 1389              | Wang Chang       | 왕창 / 王昌                 | Chang                   | 창 / 昌         | 1388 - 1389      |
| 34 |          | 1345 - 1394              | Wang Yo          | 왕요 / 王瑤                 | Gongyang                | 공양 / 恭讓     | 1389 - 1392      |

## Période Joseon
En 1392, Goryeo devient Joseon (en hangeul: 조선 et en hanja: 朝鮮). Cette dynastie prendra fin 1897.
| #  | Portrait | Date de naissance / mort                             | Nom de naissance     | Nom de naissance            | Nom de règne    | Nom de règne        | Période de règne                                         |
| #  | Portrait | Date de naissance / mort                             | Romanisé             | Hangeul / Hanja             | Romanisé        | Hangeul / Hanja     | Période de règne                                         |
| -- | -------- | ---------------------------------------------------- | -------------------- | --------------------------- | --------------- | ------------------- | -------------------------------------------------------- |
| 1  |          | octobre ou novembre 1335 - mai ou juin 1408          | Yi Seong-gye         | 이성계 / 李成桂             | Taejo           | 태조 / 太祖         | 5 ou 13 août 1392 - 14 ou 22 octobre 1398                |
| 2  |          | juillet 1357 - septembre ou octobre 1419             | Yi Bang-gwa          | 이방과 / 李芳果             | Jeongjong       | 정종 / 定宗         | 14 ou 22 octobre 1398 - 13 novembre ou 7 décembre 1400   |
| 3  |          | mai ou juin 1367 - mai ou juin 1422                  | Yi Bang-won          | 이방원 / 李芳遠             | Taejong         | 태종 / 太宗         | 13 novembre ou 7 décembre 1400 - 18 ou 19 septembre 1418 |
| 4  |          | mai 1397 - avril ou mai 1450                         | Yi Do                | 이도 / 李裪                 | Sejong le Grand | 세종대왕 / 世宗大王 | 18 ou 19 septembre 1418 - avril ou mai 1450              |
| 5  |          | octobre ou novembre 1414 - mai ou juin 1452          | Yi Hyang             | 이향 / 李珦                 | Munjong         | 문종 / 文宗         | 18 mai 1450 - 14 mai 1452                                |
| 6  |          | 1441 - 24 décembre 1457                              | Yi Hong-wi           | 이홍위 / 李弘暐             | Danjong         | 단종 / 端宗         | 14 mai 1452 - 11 juin 1455                               |
| 7  |          | 1417 - septembre 1468                                | Yi Yu                | 이유 / 李瑈                 | Sejo            | 세조 / 世祖         | 1455 - Septembre 1468                                    |
| 8  |          | 12 février 1450 - 31 décembre 1469                   | Yi Gwang             | 이광 / 李晄                 | Yejong          | 예종 / 睿宗         | 1468 - 31 décembre 1469                                  |
| 9  |          | août 1457 - 20 janvier                               | Yi Hyeol             | 이혈 / 李娎                 | Seongjong       | 성종 / 成宗         | 31 décembre 1469 - 20 janvier 1494                       |
| 10 |          | 1476 - 20 novembre 1506                              | Yi Yung              | 이융 / 李㦕                 | Yeonsangun      | 연산군 / 燕山君     | 20 janvier 1494 - 20 novembre 1506                       |
| 11 |          | 16 avril 1488 - 29 novembre 1544                     | Yi Yeok              | 이역 / 李懌                 | Jungjong        | 중종 / 中宗         | 1506 - 25 novembre 1544                                  |
| 12 |          | 10 mars 1515 - 8 août 1545                           | Yi Ho                | 이호 / 李峼                 | Injong          | 인종 / 仁宗         | 1544 - 8 août 1545                                       |
| 13 |          | 3 juillet 1534 - 3 août 1567                         | Yi Hwan              | 이환 / 李峘                 | Myeongjong      | 명종 / 明宗         | 1545 - 3 août 1567                                       |
| 14 |          | 26 novembre ou 26 décembre 1552 - 16 ou 17 mars 1608 | Yi Yeon              | 이연 / 李蚣                 | Seonjo          | 선조 / 宣祖         | 1567 - 16 ou 17 mars 1608                                |
| 15 |          | 1575 - 7 août 1641                                   | Yi Hon               | 이혼 / 李琿                 | Gwanghaegun     | 광해군 / 光海君     | 1608 - 1623                                              |
| 16 |          | 7 décembre 1595 - 17 juin 1649                       | Yi Jong              | 이종 / 李倧                 | Injo            | 인조 / 仁祖         | printemps 1623 - 17 juin 1649                            |
| 17 |          | 3 juillet 1619 - 23 juin 1659                        | Yi Ho                | 이호 / 李淏                 | Hyojong         | 효종 / 孝宗         | juin 1649 - 23 juin 1659                                 |
| 18 |          | mars 1641 - 17 septembre 1674 ou 1675                | Yi Yeon              | 이연 / 李棩                 | Hyeonjong       | 현종 / 顯宗         | 1659 - septembre 1674 ou 1675                            |
| 19 |          | 1661 - juillet 1720                                  | Yi Sun               | 이순 / 李焞                 | Sukjong         | 숙종 / 肅宗         | septembre 1674 ou 1675 - juillet 1720                    |
| 20 |          | 20 novembre 1688 - 11 octobre 1724                   | Yi Yun               | 이윤 / 李昀                 | Gyeongjong      | 경종 / 景宗         | juillet 1720 - 11 octobre 1724                           |
| 21 |          | 1694 - 1776                                          | Yi Geum              | 이금 / 李昑                 | Yeongjo         | 영조 / 英祖         | 11 ou 16 octobre 1724 - 1776                             |
| 22 |          | 1752 - 1800                                          | Yi San               | 이산 / 李祘                 | Jeongjo         | 정조 / 正祖         | 1776 - 1800                                              |
| 23 |          | 29 juillet 1790 - 13 décembre 1834                   | Yi Gong              | 이공 / 李玜                 | Sunjo           | 순조 / 純祖         | 1800 - 13 décembre 1834                                  |
| 24 |          | 8 septembre 1827 - 25 juillet 1849                   | Yi Hwan              | 이환 / 李烉                 | Heonjong        | 헌종 / 憲宗         | Décembre 1834 - 25 juillet 1849                          |
| 25 |          | 25 juillet 1831 - 16 janvier 1864                    | Yi Byeon             | 이변 / 李昪                 | Cheoljong       | 철종 / 哲宗         | Juillet 1849 - 16 janvier 1864                           |
| 26 |          | 8 septembre 1852 - 21 janvier 1919                   | Yi Myeong bok Yi Hui | 이명복 / 李命福 이희 / 李㷩 | Gojong de Corée | 고종 / 高宗         | 16 janvier 1864 - 13 octobre 1897                        |

## Empire coréen
En 1897, Joseon devient l'Empire coréen (en hangeul: 대한제국 et en hanja : 大韓帝國). La monarchie coréenne prend fin en 1910.
| # | Portrait | Date de naissance / mort           | Nom de naissance     | Nom de naissance            | Nom de règne    | Nom de règne    | Période de règne                  |
| # | Portrait | Date de naissance / mort           | Romanisé             | Hangeul / Hanja             | Romanisé        | Hangeul / Hanja | Période de règne                  |
| - | -------- | ---------------------------------- | -------------------- | --------------------------- | --------------- | --------------- | --------------------------------- |
| 1 |          | 8 septembre 1852 - 21 janvier 1919 | Yi Myeong bok Yi Hui | 이명복 / 李命福 이희 / 李㷩 | Gojong de Corée | 고종 / 高宗     | 13 octobre 1897 - 20 juillet 1907 |
| 2 |          | 25 mars 1874 - 24 avril 1926       | Yi Cheok             | 이척 / 李坧                 | Sunjong         | 순종 / 純宗     | 20 juillet 1907 - 29 août 1910    |